# Celestial Arculs
 (août 2018).
Si vous disposez d'ouvrages ou d'articles de référence ou si vous connaissez des sites web de qualité traitant du thème abordé ici, merci de compléter l'article en donnant les références utiles à sa vérifiabilité et en les liant à la section « Notes et références ».
Celestial Arculs (天穹のアルクルス) est un jeu vidéo de rôle développé et édité par Square Enix, sorti en 2016 sur navigateur web.